# آلان تشيفرير
آلان تشيفرير هو لاعب هوكي جليد كندي، ولد في 23 أبريل 1961 في كورنوال في كندا.

## وصلات خارجية
- آلان تشيفرير على موقع دوري الهوكي الوطني (الإنجليزية)
- آلان تشيفرير على موقع قاعة مشاهير الهوكي (لاعب أن.إتش.أل) (الإنجليزية)
- آلان تشيفرير على موقع EliteProspects.com (الإنجليزية)
- آلان تشيفرير على موقع HockeyDB.com (الإنجليزية)
- آلان تشيفرير على موقع Hockey-Reference.com (الإنجليزية)